# 高田靖彦
高田 靖彦 （たかた やすひこ）は、日本の漫画家。広島県出身。
「ビッグコミックスペリオール」（小学館）の、スペリオール大賞第1回を受賞ののちデビュー。

## 作品リスト
- 塩浜電工バレーボール部（『ビッグコミックスペリオール』、小学館）
- ユニゾン（『ビッグコミックスペリオール』）
- 演歌の達（『ビッグコミックスペリオール』）
- ざこ検マル潮（原案協力：今井秀智、『ビッグコミックスペリオール』）
- ボールパークへようこそ（『ビッグコミックスペリオール』）
- いま、会いにゆきます （原作：市川拓司、『ビッグコミックスペリオール』）
- やんちゃぼ（『ビッグコミックスペリオール』）
- HOVER!（『コミックチャージ』、角川書店）
- ハイサイ!甲子園 〜島人が燃えた1958年〜（原作：市田実、『ビッグコミックオリジナル』、小学館）
- ギラギラ2 銀之座（原作：滝直毅、ケータイコミック、Bbmfマガジン）
- ふたりのり（『週刊漫画サンデー』、実業之日本社）
- ピン・マイク（『週刊漫画サンデー』）
- みぎわ-水辺の消防署日誌-（『ビッグコミックオリジナル』、小学館）
- ほたる〜真夜中の歯科医〜（別冊漫画ゴラク、日本文芸社）
- BREAK2!!(ブレイク×ブレイク)（原作：中原まこと）『アルバトロス・ビュー』、ALBA（2014年 - 2017年）
- 今夜も割りカンで（幻冬舎、バーズコミックス、2019年9月 - 、全2巻）
- ほっぽらないのがエイゼンくん（「コミックカルラ」2022年4月21日[2] - 、世界文化ブックス）

## アシスタント
- 武富健治[3]